# 井手口彰典
井手口 彰典（いでぐち あきのり、1978年 - ）は、日本の音楽社会学者、立教大学教授。おもに、音楽と情報技術やオタク系文化などとの関係を研究領域としている。

## 経歴
広島県広島市に生まれ、広島大学附属中学校・高等学校を経て、1997年に大阪大学文学部に入学し、音楽学を専攻した。
2001年、大阪大学を卒業して、広島大学大学院教育学研究科生涯活動教育学専攻音楽文化教育学専修博士前期課程に入学し、2003年に修了して修士（教育学）を取得。
2004年、大阪大学大学院文学研究科文化表現論専攻音楽学・演劇学専修博士後期課程に入学し、2007年に「ネットワーク・ミュージッキング : 「参照の時代」の音楽と文化」により博士（文学）を取得。
2007年に鹿児島国際大学福祉社会学部専任講師となり、2013年に立教大学社会学部メディア社会学科准教授となった。

## 著書

### 単著
- 『ネットワーク・ミュージッキング 「参照の時代」の音楽文化』勁草書房、2009年

（第25回「テレコム社会科学賞」奨励賞受賞）
- 『同人音楽とその周辺: 新世紀の振源をめぐる技術・制度・概念』青弓社、2012年
- 『童謡の百年: なぜ「心のふるさと」になったのか』筑摩書房・筑摩選書、2018年

（第49回「日本童謡賞」特別賞受賞）